# アン県
アン県（アンけん、Ain）は、フランスのオーヴェルニュ＝ローヌ＝アルプ地域圏の県である。
その名称はアン川に由来する。県には、自然区分上の地方であるブレス、ビュジェ、ドンブ、ペイ・ド・ジェクスが含まれている。

## 地理
1790年3月4日、ブレス、ビュジェ、ドンブ（ドンブ公国）、ペイ・ド・ジェクス、そしてフラン＝リヨネ（サヴォイア公国〈サヴォワ公国〉の地方）の一部を集め設置された。ブレス、ビュジェ、ペイ・ド・ジェクスは、1601年にサヴォイア公国からフランス王国に売却されて以来、ブルゴーニュ慣習法を採用していた。
フランス革命期の1791年から1793年にかけ、アン県内の9郡は国民義勇軍の第12大隊を構成する兵を提供していた。
1798年から1814年までペイ・ド・ジェクスは分離され、レマン県（fr）となっていた。
ワーテルローの戦いで第七次対仏大同盟が勝利したあと、1815年6月から1818年11月までオーストリア軍がアン県を占領していた。

## 経済
アン県は農業県と認識されているが、長期にわたって農業が主要産業であったわけではない。アン県の特産品として知られているのは、ブレス鶏（fr:Poule de Bresse）、ブルー・ド・ジェクス（fr:Bleu de Gex、ブルーチーズ）、ラムカン（fr:Ramequin (fromage)）、コンテチーズ、クロン（fr:Clon）、ビュジェワイン（fr:Vignoble du Bugey）であるマニクルAOC（fr:Manicle (AOC)）、セルドンAOC（fr:Cerdon (AOC)）である。
ドンブとブレスでは穀物生産もさかんである。
現在のアン県では、ジェクスのプラスチック製造業のような軽工業や、自動車製造業がさかんである。過去30年間、330ヘクタールの面積を持ちサン＝ヴュルバとブリエにまたがるプレーヌ・ド・ラン工業団地があり、労働人口を集めている。
ビュジェ原子力発電所が低ビュジェ地方のサン＝ヴュルバに設置されている。

## 人口統計
アン県には大都市がなく、県都ブール＝カン＝ブレスや、オヨナは中規模都市である。しかし小規模都市や村の人口密度は高い。アン県の人口は19世紀後半にやや減少した後、農村部からの人口流出のため第一次世界大戦中に急激に減少した。第二次世界大戦の後に再び増加し始めた。アン県南西部にまでバンリューが達した大都市リヨンに近いこと、ペイ・ド・ジェクス地方にバンリューの一部が拡張されたジュネーヴの存在で後押しされ、特に最近30年間のアン県は強力な人口増加を経験した。近年は、県西部がマコンやヴィルフランシュ＝シュル＝ソーヌに近いため人口統計が好転している。アン県に接するこの2つの都市は県の中心にまで人口集塊が広がる傾向にある。

## ギャラリー

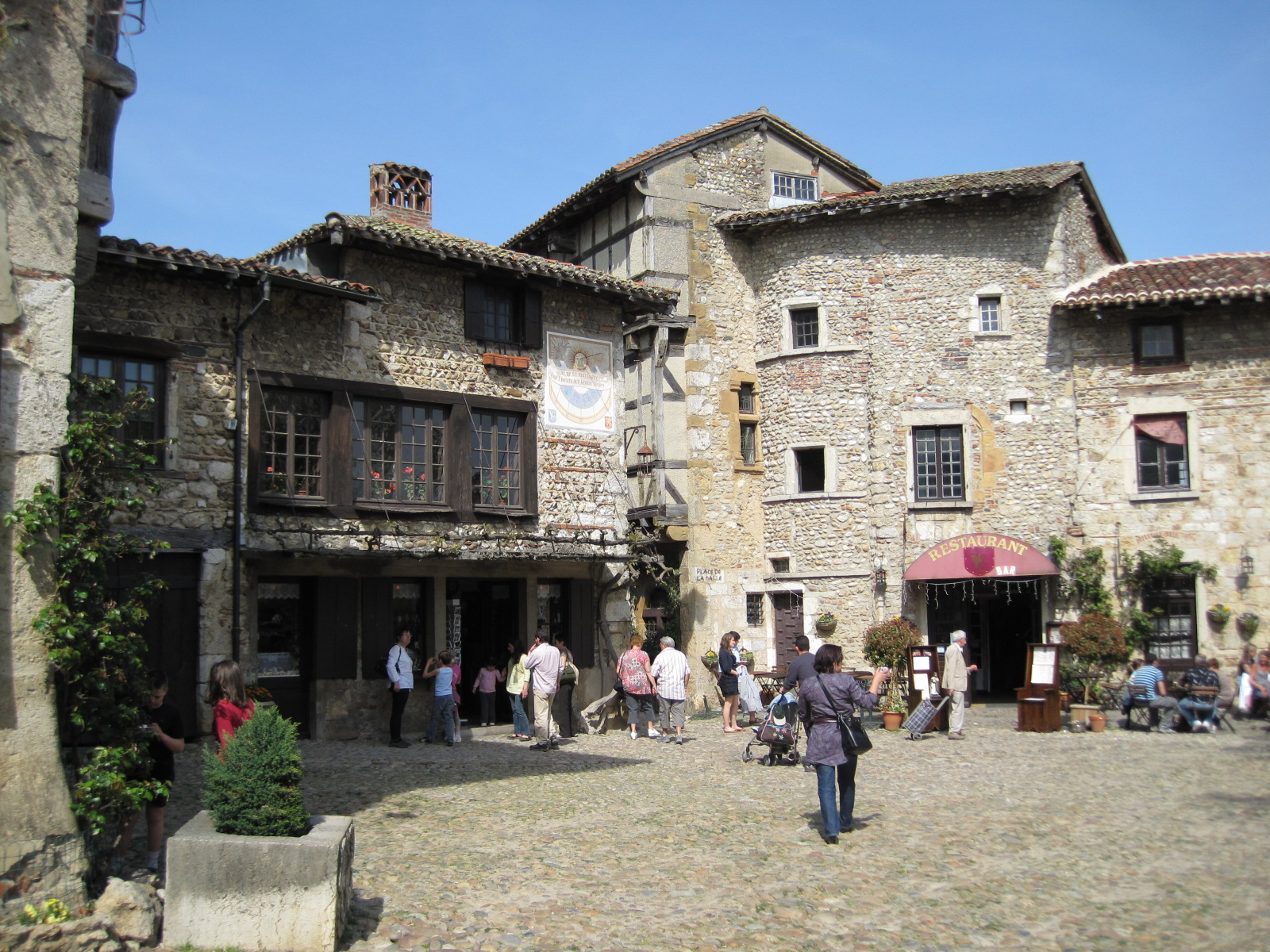
ペルージュの町並み
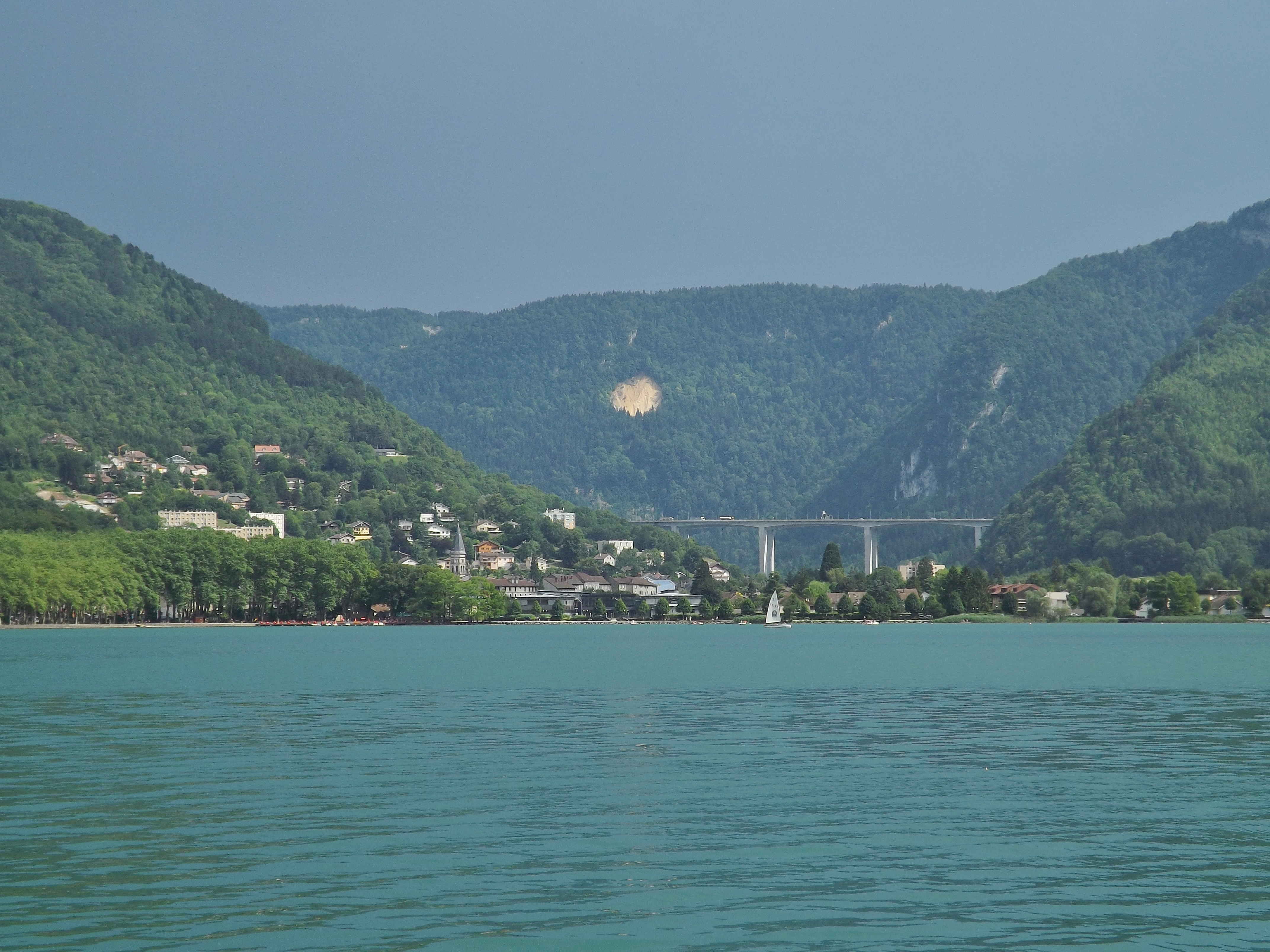
ナンテュア湖
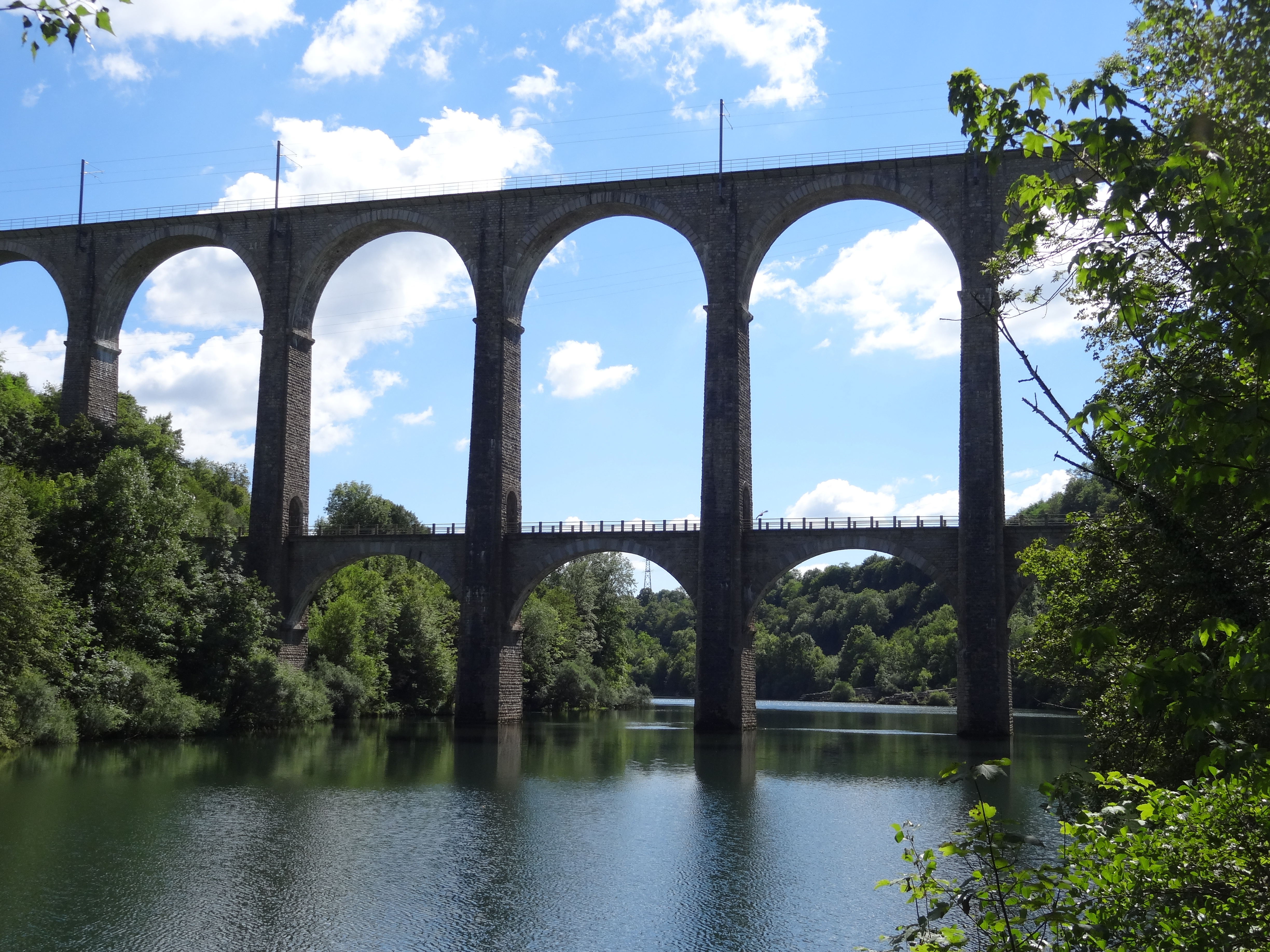
ボロゾンの高架橋
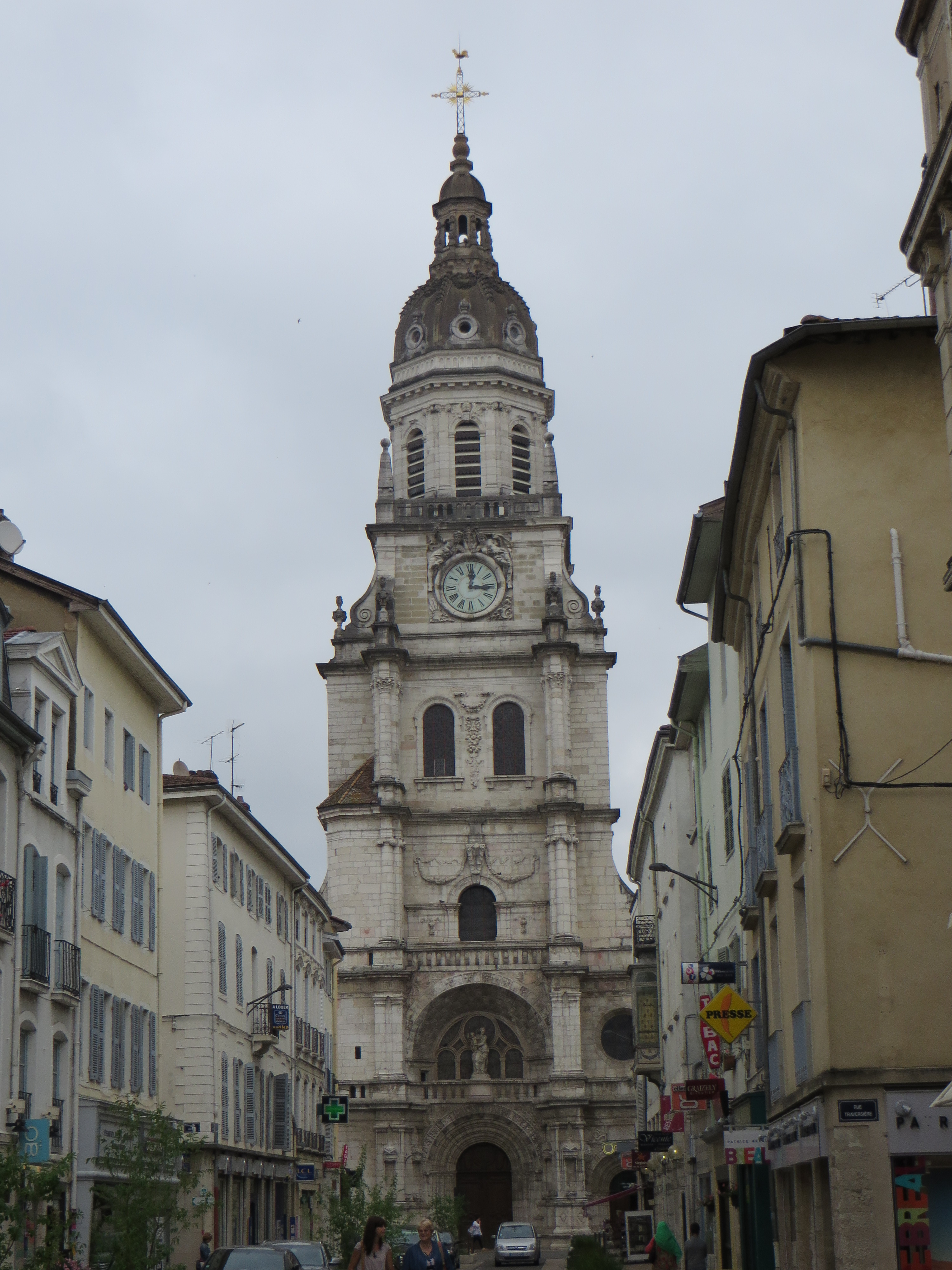
ブール＝カン＝ブレスのノートルダム教会